# Łutnia
Łutnia – obszar w Krakowie, wchodzący w skład Dzielnicy XIII Podgórze. Mieści się między ulicami Wrobela, Pod Wierzbami, Bugaj i Osikowa.  

## Ulica Łutnia
Ulica Łutnia – ulica w Krakowie. Wzdłuż ulicy dominuje zabudowa jednorodzinna. Jest ona wylotówką z Krakowa w stronę Brzegów.